# Skede landskommun
Skede landskommun var en tidigare kommun i Jönköpings län.

## Administrativ historik
När 1862 års kommunalförordningar trädde i kraft den 1 januari 1863 inrättades i Sverige cirka 2 400 landskommuner samt 89 städer och ett mindre antal köpingar.
Då inrättades i Skede socken i Östra härad i Småland denna kommun.
Vid kommunreformen 1952 uppgick den i Alseda landskommun. När denna 1971 upplöstes övergick denna del till Vetlanda kommun. 

## Politik

### Mandatfördelning i Skede landskommun 1942-1946
| 7 | 10 | 1 | 2 |

| 20 |

| 8 | 1 | 9 | 1 | 1 |

| 20 |